# شعبه الظرفة (الظهار)

تعديل مصدري - تعديل

شعبه الظرفة محلة تابعة لقرية المصينعة، التابعة لعزلة ثواب الاسفل بمديرية الظهار إحدى مديريات محافظة إب في الجمهورية اليمنية.، بلغ تعداد سكانها 36 حسب تعداد اليمن لعام 2004.